# گودی بالی‌کامی
گودی بالی‌کامی یا حفره تریگوپالاتین (انگلیسی: Pterygopalatine fossa) حفره‌ای است در جمجمه سر انسان.
گودی بالی‌کامی حفره‌ای کوچک به شکل یک هرم است که در عمق گودی فروگیجگاهی (اینفراتمپورال) قرار دارد و بعضی این حفره را پستویی از گودی فروگیجگاهی به‌شمار می‌آورند. در این حفره یکی از گانگلیون‌های پاراسمپاتیک بدن تحت عنوان گانگلیون بالی‌کامی قرار دارد. برای این گودی چهار جداره قائلند:
جدار فوقانی از سطح تحتانی بال بزرگ استخوان پروانه‌ای (اسفنوئید) تشکیل می‌شود. جدارهٔ قدامی آن با سطح خلفی استخوان فک بالا (ماگزیلا) مجاور است. جداره خلفی این حفره با سطح قدامی زائده بالی (پتریگوئید) مجاورت دارد و جداره داخلی آن با سطح خارجی ورقه عمودی استخوان کام مربوط است. این حفره از طریق شکاف کاسه‌چشمی زیرین با حفره کاسه چشم و از طریق شکاف بالی‌بَرواره‌ای (پتریگوماگزیلاری) با حفره زیرگیجگاهی مربوط می‌باشد.
گودی بالی‌کامی همچنین از طریق سوراخ پروانه‌ای‌کامی (اسفنوپالاتین) که در جداره داخلی آن قرار دارد با حفره بینی و از طریق سوراخ گرد و سوراخ قدامی مجرای بالی (کانال ویدین) به کاسه سر مربوط می‌باشد. این حفره از طریق مجرای بزرگ بالی با حفره دهان ارتباط دارد.